# Pitta
Según la medicina aiurvédica hindú, el pittá es la bilis, uno de los tres doshas (‘humores’, sustancias que gobiernan el cuerpo humano), siendo los otros dos kapha y vata. Se corresponde con el elemento fuego.

## Etimología
El término «pittá» proviene del sánscrito pittá. De esta manera se pronuncia también en los idiomas índicos derivados del sánscrito (como el bengalí, el hindí y el urdú).
En español se pronuncia a veces píta.
Se desconoce su etimología en sánscrito.
El término aparece por primera vez en el Átharva-veda (fines del segundo milenio a. C.
Este término sánscrito pittá, es parecido al español, «pituita» (que significa ‘moco’), que proviene del latín pītuiīta (‘moco’), relacionado con el griego ptuo (‘escupir’).
El parecido podría indicar que ambos provienen de una palabra antepasada en común,[cita requerida] de los idiomas indoeuropeos (de antes del primer milenio a. C.).

## Algunos derivados en sánscrito[3]
- pittá-āri: ‘enemigo de la bilis’, cualquier cosa antibiliosa, nombre de varias plantas y sustancias vegetales (por ejemplo, parpaṭa y takṣā), según lexicógrafos.
- pittá-drāvin: dispersador de bilis’, el cidro, cidra, poncil o limón francés. Según lexicógrafos.
- pittá-ghna: ‘destructor de bilis’, un antibilioso. Antídoto para las quejas biliosas, según Súshruta (autor de un sistema de medicina; que se decía hijo del sabio Vishwá Mitra y descendiente del dios de la medicina, Dhanwantari; su trabajo, junto con el de Cháraka —antigua autoridad en medicina— es considerado en gran estima; consiste en seis libros).
- pittá-gulma: inflamación del abdomen, que los hindúes creían que causaba el exceso de bilis.
- pittá-han: ‘destructor de bilis’, según Cháraka.Abedul plateado.

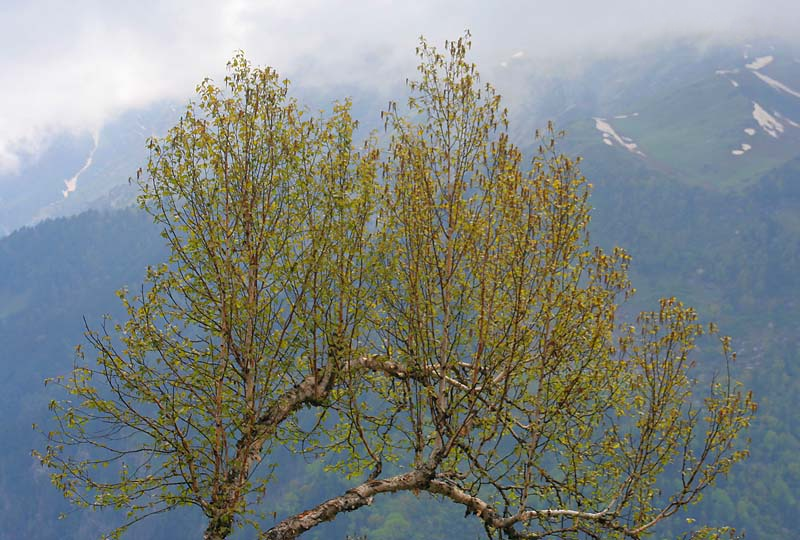
Abedul plateado.

- pittala: abedul cuyo nombre científico es Betula Bhojpatra (cuya corteza se utilizaba para escribir; siendo bhūrja-pattra ‘hoja de abedul’). Los galos la llamaban betú (de donde proviene el latín betula y el español abedul), quizá originado en el indoeuropeo pitá.
- pittala: ‘bronce‘, ‘metal de campana’ (bronce con cobre y estaño); según lexicógrafos.
- pittala: o pittalā: bilioso, que secreta bilis; según Súshruta.
- pittá-śleṣmala: que produce bilis y flema, según Cháraka.
- pittá-upasṛiṣṭa o pittópasṛiṣṭa: que sufre por la bilis; según Iagña Valkia.
- pittá-vaiú: ‘viento de bilis’, flatulencia provocada por el exceso y contaminación de la bilis.
- pittá-vidagdha: quemado o arruinado (por ejemplo, el ojo) por la bilis’, según Súshruta.

Azadiracta índica

## Bilis en sangre
Según los hindúes, la bilis es responsable de cualquier actividad relacionada con la transmisión y transformación de la energía:
- La vista
- El mantenimiento de la temperatura corporal
- La digestión
- Las actividades hormonales
- El color del pelo y de los ojos
- El conocimiento y la precisión del intelecto

## El hombre bilioso
Según el áiur veda, las personas con más porcentaje de bilis en sangre poseen una fuerte personalidad, su piel es rosada y se broncea fácilmente. Tienen el pelo fino, de color castaño o pelirrojo, con tendencia a la aparición prematura de canas. Los ojos son de color gris, ámbar o avellana. Son más intelectuales y su manera de hablar es clara y precisa. Son personas ardientes, enojadizas, críticas y ambiciosas. Los hombres biliosos son buenos líderes, con tendencia a la alopecia.
Los colores correspondientes a la personalidad biliosa son colores frescos y calmantes, tales como el azul, el verde o el púrpura. El sentido predominante de la persona pitta es la vista.

## Exceso de bilis
Demasiada bilis puede conducir a la acidez, las úlceras, la ira, las erupciones y la caída del cabello.